# Sakuma Shōzan
Sakuma Shōzan est un nom japonais traditionnel ; le nom de famille (ou le nom d'école), Sakuma, précède donc le prénom (ou le nom d'artiste) Shōzan.
Sakuma Shōzan (佐久間象山, 22 mars 1811 - 12 août 1864), parfois appelé Sakuma Zōzan, est un politicien et un érudit japonais de l'époque d'Edo. Fils d'un samouraï, il naît à Shinshu (信州), aujourd'hui dans la préfecture de Nagano. 
À 23 ans, il se rend à Edo où il étudie les sciences chinoises (漢学) pendant dix ans. Il étudie ensuite les sciences occidentales (rangaku) à partir de 33 ans, avec l'aide de l'érudit Kurokawa Masayasu (ja). En 1844 il acquiert une traduction hollandaise de l'encyclopédie écrite par le Français Noël Chomel, ouvrage avec lequel il apprend comment faire du verre, des aimants, des thermomètres, des appareils-photo et des télescopes. L'encyclopédie a plus tard été traduite en japonais par Utagawa Genshin (宇田川玄真) sous le titre Kōsei shipen (厚生新編).
En 1849, il étudie l'électricité avec le livre du scientifique hollandais Van den Bergh[Qui ?] et crée le premier télégraphe du Japon, trois ans avant le cadeau d'un tel télégraphe par le commodore Perry en 1854. Il invente également des machines électriques dérivées de l'elekiter.
En 1842, après une analyse de la défaite de la Chine contre la Grande-Bretagne dans la guerre de l'opium et de la diffusion de l'influence occidentale en Asie, Shōzan Sakuma propose activement l'introduction des méthodes militaires occidentales au Bakufu et la création d'une marine, par son livre Huit politiques pour la défense de la mer (海防八策). Ce texte lui apporte la renommée et il devient professeur de plusieurs futurs tête de file de la modernisation (Yoshida Shōin, Kaishū Katsu, Ryōma Sakamoto).
Quand Yoshida Shōin est arrêté en 1853 pour avoir tenté de monter secrètement à bord d'un des bateaux de Perry pour étudier les façons de faire occidentales, Sakuma est également condamné pour complicité à l'assignation à domicile (蟄居), qui dure 9 ans. Pendant cet isolement, il continue à étudier les sciences occidentales, les diverses machines électriques basées sur l'elekiter et la pile Daniell, la première sonde séismique du Japon, et il travaillait aussi à des améliorations des pistolets.
Après sa libération, Shōzan Sakuma continue à conseiller aux ports japonais de s'ouvrir aux commerçants étrangers et conseille au Bakufu de se renforcer par la collaboration avec l'administration impériale (Kōbu gattai). Il est dit que le gouvernement lui accorde une certaine confiance et écoute ses conseils mais que sa véhémence lui attire l'hostilité de ses pairs les plus conservateurs : il s'agit d'une époque où plus la conscience politique est élevée, et plus on est inquiet pour l'avenir de son pays, et tous ces gens là sont armés, Sakuma ne faisant pas exception. 
Shōzan est tué par un assassin, ou hitokiri, appelé Kawakami Gensai qui abat Shozan au grand jour.
Shōzan Sakuma a inventé l'expression, toujours utilisée, « éthique japonaise, technologie occidentale » (東洋道徳、西洋芸術) pour illustrer la manière dont le Japon doit manipuler la modernisation.
Le fils unique de Shōzan, Miura Keinosuke, fut membre du Shinsen Gumi.